# 朴準承

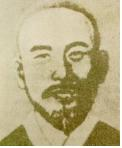
朴準承

朴準承（パク・ジュンスン、박준승、1866年11月24日 - 1927年3月23日）は、朝鮮の独立運動家、天道教指導者。天道教道号は泚菴。
全羅北道任実郡出身で、金英源の影響で1891年天道教に入り3年後発生した甲午農民戦争に参加した。運動が失敗し、全琫準が処刑後남접で地下活動を続け、孫秉煕の甲辰改革運動に同参した。
1916年、全羅道地域の天道教首長になる。1919年の三・一運動では、民族代表33人として参加した。孫秉煕の指示で己未独立宣言書をあらかじめ印刷し、全羅北道の任実、南原市・長城郡等の地域で配布する作業を引き受けた。京城府に上って来て独立宣言書署名、朗読を終えて逮捕後には懲役2年刑を宣告されて西大門監獄で服役した。1962年に建国勲章大統領章が追贈された。井邑市忠武公園に追慕碑が建てられている。

## 参考サイト
- 大韓民国国家報勲処, 이 달의 독립 운동가 상세자료 - 박준승,

1997년
- . ISBN 8976501578